# 箕宿四
箕宿四（人馬座η，η Sgr）是位于人馬座的一個恆星系統，距離地球149光年。在拜耳分类法中，人馬座η也曾經是“望遠鏡座β”。
其主星人馬座ηA，是一顆M3.5型紅巨星。它是一顆變星，因此它的視星等會在+3.08和3.12間變動，並且被歸為不規則變星。伴星之中亮的一顆星人馬座ηB是一顆F型矮星，視星等為+7.77。它距離主星165天文單位，公轉周期為大約1300年。兩顆星在夜空上距離3.6角秒。另外還有兩顆較暗的伴星：人馬座ηC，視星等為13，距離主星33角秒；人馬座ηD，視星等為10，距離主星93角秒。